# Ленінська сільська рада (Курманський район)
Ле́нінська сільська́ ра́да — адміністративно-територіальна одиниця та орган місцевого самоврядування у Красногвардійському районі Автономної Республіки Крим. Адміністративний центр — село Ленінське.

## Загальні відомості
- Населення ради: 2 270 осіб (станом на 2001 рік)

## Населені пункти
Сільській раді підпорядковані населені пункти:
- с. Ленінське
- с. Звіздне
- с. Пряме

## Склад ради
Рада складалася з 18 депутатів та голови.
- Голова ради:
- Секретар ради: Семченко Любов Миколаївна

### Керівний склад попередніх скликань
| Прізвище, ім'я, по батькові     | Основні відомості                                                         | Дата обрання | Дата звільнення |
| ------------------------------- | ------------------------------------------------------------------------- | ------------ | --------------- |
| Корольов Володимир Васильович   | Сільський голова, 1964 року народження, безпартійний                      | 26.03.2006   | 26.01.2007      |
| Медведчук Володимир Миколайович | Сільський голова, 1972 року народження, безпартійний                      | 03.06.2007   | 14.12.2009      |
| Бушуєв Олександр Миколайович    | Сільський голова, 1954 року народження, освіта вища, член Партії регіонів | 31.10.2010   | 18.03.2012      |
| Купрієнко Ігор Анатолійович     | Сільський голова, 1970 року народження, освіта вища, член Партії регіонів | 18.03.2012   | 18.09.2013      |

Примітка: таблиця складена за даними сайту Верховної Ради України

### Депутати
За результатами місцевих виборів 2010 року депутатами ради стали:

#### За суб'єктами висування
| Суб'єкт висування | Кількість обраних депутатів | %   |
| ----------------- | --------------------------- | --- |
| Самовисування     | 18                          | 100 |

#### За округами
| № округу | Прізвище, ім'я, по батькові      | Дата визнання обраним | Освіта             | Партійна приналежність | Відомості про обраного депутата                            |
| -------- | -------------------------------- | --------------------- | ------------------ | ---------------------- | ---------------------------------------------------------- |
| 1        | Блезаров Усеін Велійович         | 03.11.2010            | вища               | позапартійний          | СТОВ «Джерело», головний агроном                           |
| 2        | Дедовець Раїса Михайлівна        | 03.11.2010            | середня спеціальна | позапартійна           | пенсіонер                                                  |
| 3        | Абдурашитов Мамбет Серверович    | 03.11.2010            | середня            | позапартійний          | СТОВ «Джерело», токар                                      |
| 4        | Тимошенко Людмила Василівна      | 03.11.2010            | середня спеціальна | позапартійна           | ПП «Фаштиковський», продавець                              |
| 5        | Бредіхіна Надія Василівна        | 03.11.2010            | середня спеціальна | член Партії регіонів   | Ленінська загальноосвітня школа, завгосп                   |
| 6        | Жарко Галина Владленівна         | 03.11.2010            | середня            | член Партії регіонів   | тимчасово не працює                                        |
| 7        | Абіббулаєв Еміль Наріманович     | 03.11.2010            | середня            | позапартійний          | СТОВ «Джерело», спеціаліст МТС                             |
| 8        | Семченко Любов Миколаївна        | 03.11.2010            | середня спеціальна | член Партії регіонів   | Ленінська сільська рада, секретар                          |
| 9        | Баранов Микола Васильович        | 03.11.2010            | середня            | позапартійний          | тимчасово не працює                                        |
| 10       | Ніколаєнко Тетяна Михайлівна     | 03.11.2010            | вища               | позапартійна           | пенсіонер                                                  |
| 11       | Остапішин Володимир Анатолійович | 03.11.2010            | вища               | позапартійний          | тимчасово не працює                                        |
| 12       | Бондарчук Ніна Іванівна          | 03.11.2010            | середня            | позапартійна           | ЦПЗ 4 КДУППЗ, начальник                                    |
| 13       | Сорока Лариса Дмитрівна          | 03.11.2010            | середня спеціальна | позапартійна           | тимчасово не працює                                        |
| 14       | Сировотка Сергій Миколайович     | 03.11.2010            | середня            | член Партії регіонів   | Ленінська загальноосвітня школа, оперетор газової котельні |
| 15       | Петрішина Євгенія Володимирівна  | 03.11.2010            | середня            | позапартійна           | тимчасово не працює                                        |
| 16       | Мілевська Надія Федорівна        | 03.11.2010            | середня спеціальна | позапартійна           | пенсіонер                                                  |
| 17       | Меметов Рустем Меметович         | 03.11.2010            | середня            | позапартійний          | СТОВ «Джерело», водій                                      |
| 18       | Попадюк Олена Богданівна         | 03.11.2010            | середня спеціальна | позапартійна           | Ленінська сільська рада, землевпорядник                    |